# 金莎朱古力
金莎巧克力（義大利語：Ferrero Rocher）是意大利糖果廠佛列羅旗下的巧克力品牌。巧克力內有一層薄脆，外面蓋著巧克力及榛果碎顆粒，而內餡裡則包著榛果酱和蛋奶酱流心、及一粒榛果，每顆巧克力均以金色錫箔紙包裝、白色立體小貼紙貼在金色鋁箔紙上，再以咖啡色小紙杯裝載。
早期的金莎巧克力都是意大利製造，但現在金莎巧克力已由費列羅授權加拿大、德國和波蘭製造。佛列羅旗下產品還有榛果醬能多益（Nutella），因此，屢傳出金莎巧克力的內餡原料正是能多益，但並未受到證實。

## 種類
- 金莎（ Rocher）
- 朗莎（朗多皮諾，Ferrero RondNoir）：被薄脆所包圍，以黑朱古力忌廉包著一粒黑朱古力珍珠（期後推出新配方為以杏仁在中心），外層灑上黑朱古力。
- 雪莎（拉斐爾椰子美點，Ferrero Raffaello）：被薄脆所包圍，以牛奶忌廉包著一粒杏仁，外層灑上椰絲。

## 侵權官司
费列罗於1985年在香港設立公司推廣產品，其後於1990年和1993年分別在香港及台灣註冊「金莎」商標，但未在中國大陸註冊。張家港市一間乳品廠向中國註冊「金莎」为商标，公司易名為蒙特莎，並推出價錢較便宜的「金莎Tresordore」朱古力系列。
2003年，费列罗在中國起訴蒙特莎侵權，要求蒙特莎賠償人民幣70萬元；但天津市人民法院判決费列罗敗訴，指蒙特莎在中國的知名度較费列罗更大。2006年1月，费列罗上訴得直，但北京市高級人民法院介入，要求复審。
在數年的審訊中，雙方爭論誰最先在中國發售。蒙特莎聲稱他們早於1990年已引入Tresordore，並委托本地公司設計及包裝；费列罗則指他們的朱古力早在1984年已在中國發售。對於兩者近似的包裝，蒙特莎的代表律師反駁，該包裝早在1970年代已設計好，誰發明它仍很難說。
該宗侵權官司引起歐盟普遍關注。2006年11月，英國駐歐盟代表及歐盟貿易專員彼得·曼德爾森向中華人民共和國商務部部長薄熙來引用金莎官司，對中國的盜版及保護外資的法律表達關注。

## 外部連結
- 官方网站：意大利、中國大陸、香港、日本

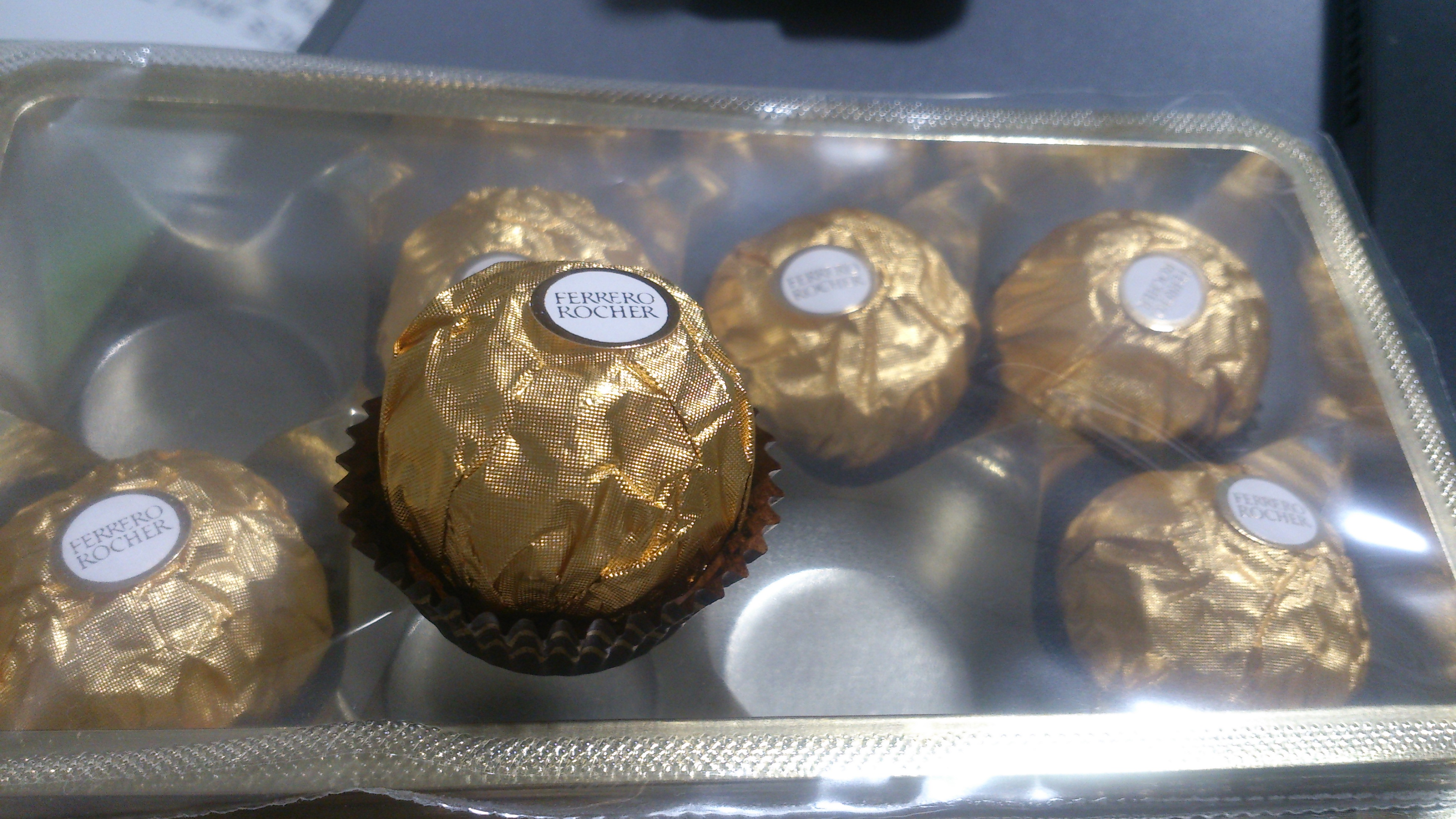
金莎巧克力，包裝完整的樣子

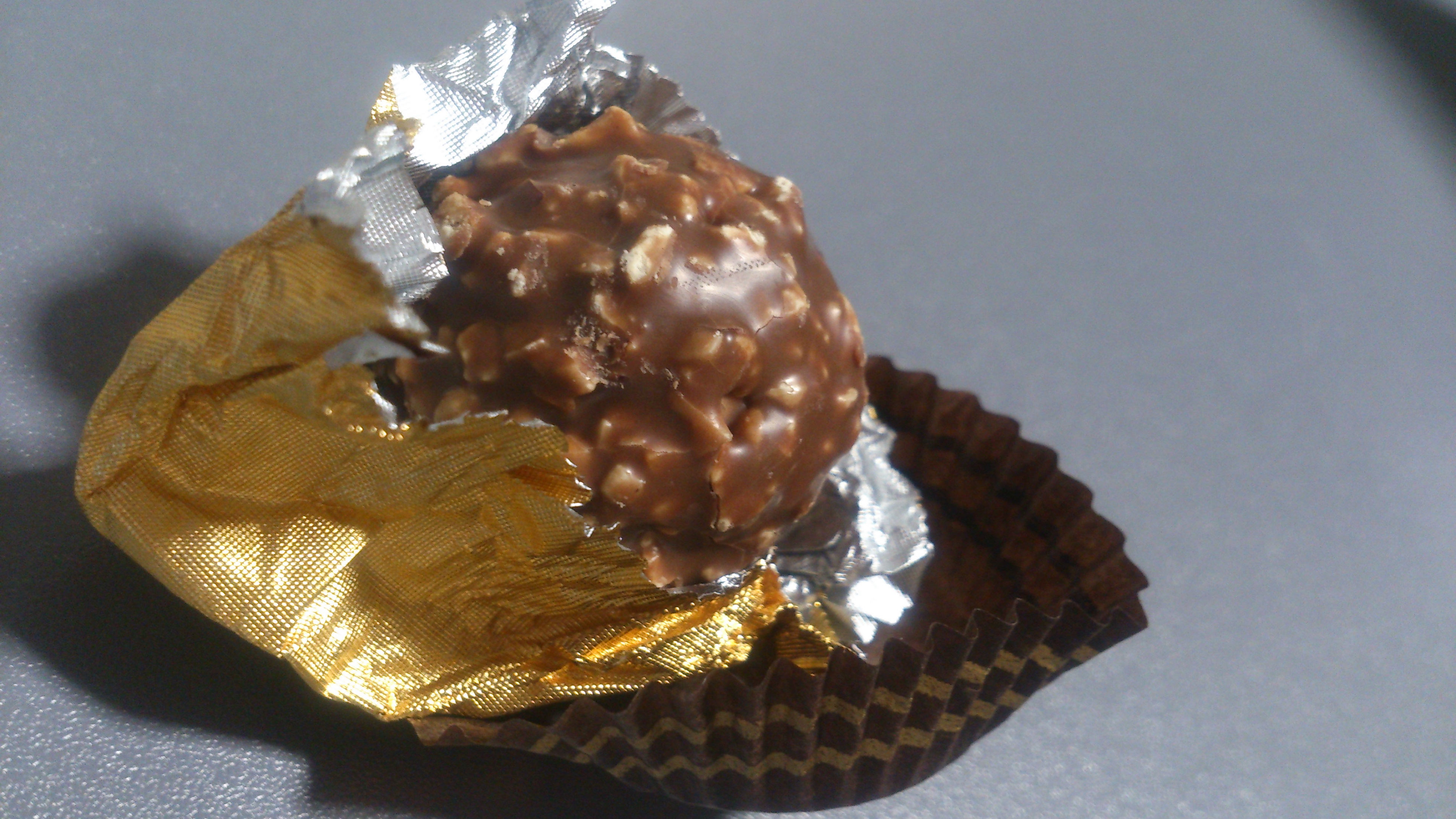
金莎巧克力，拆開包裝後的樣子

- Ferrero Rocher的Facebook專頁
- Ferrero Rocher香港的Facebook專頁

 维基共享资源上的相關多媒體資源：金莎朱古力